# Rahmanije
Rahmanije (arapski, الرحمانِية‎) su derviši kadirijskog tarikata (derviškog reda) koji je osnovao Sidi M'Hamed Bou Qobrine, koji je bio iz mjesta Zawawi (Zwawa) u današnjem Alžiru.
Rahmani su prilično česti u zemljama arapskog govornog područja i nalaze se u Alžiru, Libiji, Maroku, Tunisu i sjevernoj Africi. Red se snažno oslanja na pridržavanje temelja islama.

## Vanjske povezice
- Abun-Nasr, Jamil M. "The Special Sufi Paths (Taqiras)", in Muslim Communities of Grace: The Sufi Brotherhoods in Islamic Religious Life. New York: Columbia UP, 2007. 86–96.
- Chopra, R. M., Sufism, 2016, Anuradha Prakashan, New Delhi ISBN 978-93-85083-52-5
- "Halisa and the Distinguished Ones", Mehmet Albayrak, Ankara, 1993, Turkey